# Cnemaspis kawminiae
Cnemaspis kawminiae — вид ящірок з родини геконових (Gekkonidae). Описаний у 2019 році.

## Етимологія
Вид названий на честь Гадуннетхті Кавміні Мендіс (Hadunneththi Kawmini Mendis), матері Суранжана Карунаратни, одного з авторів описання таксону, яка фінансово підтримувала дослідницьку групу свого сина.

## Поширення
Ендемік Шрі-Ланки. Відомий лише з типового місцезнаходження. Виявлений у гранітній печері в селі Мандарам Нувара неподалік гори Підуруталагала в окрузі Нувара Елія.

## Опис
Ящірка завдовжки 33-35 мм. Гранульовані лусочки плоскі. Підборіддя, голова, грудні та черевні лусочки гладкі. Існує 86–92 паравертебральних лусок. Присутні дві передключичні пори. У самців 4–5 стегнових пор. Середній ряд з нерегулярним суб-ромбоїдним невеликим рядом лусочок. Голова маленька з короткою мордою. Маленькі очі з круглими зіницями. Верх голови, тіла, кінцівок і хвоста від сірого до коричневого кольору. На потиличній ділянці є п'ять чорних плям у формі W. Є три прямі темно-коричневі посторбітальні смуги. Десять сірих коричневих плям лежать вздовж хвоста.